# Пентакосиомедимны
Пентакосиомеди́мны (др.-греч. πεντακοσιομέδιμνοι) — в Древних Афинах обозначение первого (высшего и наиболее зажиточного) сословия граждан. Выделены в соответствии с реформой Солона (594/593 до н. э.) наряду с двумя другими привилегированными группами — всадниками (второе сословие) и зевгитами (третье сословие). Аристотель пишет, наоборот: "... но все должности по замыслу Солона должны были замещаться людьми знатного происхождения и сосотоятельными - из пентакосиомединов, зевгитов и из третьего слоя - так называемого всадничества...". К пентакосиомедимнам относились афиняне, имевшие доход в 500 медимнов зерна, масла или вина в год (1 медимн равнялся примерно 52,5 л). Впоследствии принадлежность к тому или иному сословию стала определяться также денежным цензом; 1 медимн был приравнен к 1 драхме. Представители пентакосиомедимнов, всадников и зевгитов могли занимать высокие государственные посты (в отличие от четвёртой, низшей имущественной группы — фетов, которые участвовали только в народном собрании и в народном суде). Пентакосиомедимны обладали исключительным правом избираться в архонты и быть казначеями, при этом на них лежали самые тяжёлые повинности — литургии, а также снаряжение кораблей, служба в коннице и т. д. В 4 в. до н. э. такое разделение на сословия начало терять значение.